# شينوسية مميزة الحواف
شينوسية مميزة الحواف (الاسم العلمي:Schinopsis marginata) هي نوع من النباتات تتبع جنس الشينوسية من الفصيلة البطمية.